# Teresa Olga
Teresa Olga (Mirandela, 1939) é uma cineasta portuguesa que foi a primeira realizadora da RTP.

## Biografia
Teresa Olga nasceu no distrito de Bragança, numa aldeia do concelho de Mirandela, em 1939. 
Licenciada em Ciências Biológicas na Faculdade de Ciências da Universidade de Lisboa (1962), obtém em 1964 o Diploma do Curso de Anotação e Montagem de Cinema do IDHEC - Institut des Hautes Etudes Cinematographiques em Paris, que frequenta como bolseira do Fundo de Cinema Nacional.
Ingressou como assistente de realização da Radiotelevisão Portuguesa em 1965. Desde aí tornou-se realizadora de várias séries, documentários e telefilmes, salientando-se Memórias de Um Povo (série de quarenta documentários sobre a cultura popular portuguesa), Maria, Maria, Maria (série semanal de programas dedicados à mulher e à família), Pontos de Vista (série semanal, focando aspectos do quotidiano da vida dos portugueses), Encontros (sobre música erudita), entre outros.
Foi anotadora e Montadora em várias curtas-metragens e nas longas-metragens A Promessa de António de Macedo, Pedro Só de Alfredo Tropa, Mudar de Vida de Paulo Rocha e O Bem Amado de Fernando Matos Silva.

## Obras
Realizou documentários e programas televisivos, entre eles:
- 1966 - Domingo à tarde (filme de António de Macedo)[3]
- 1982 - Memória dum Povo (série documental co-realizada com Alfredo Tropa) [4] [1][5]
- 1983 - Maria, Maria, Maria (série de programas apresentado por Margarida Mercês de Mello, cujo título foi parodiado por Herman José) [2]
- 1992 - Aristides de Sousa Mendes: O Cônsul Injustiçado (cujo argumento foi escrito por Diana Andringa)[6][7]
- 1995 - Humberto Delgado: obviamente, assassinaram-no [8]
- 2003 - Engenho e Obra: Engenharia em Portugal no Século XX [9][10]
- 1994 - Emanuel Nunes: No Princípio era o Som [11][12]